# Надежда (вестник)
„Надежда“ (Huls) е седмичник, първият арменски вестник, който се издава в България. Излиза във Варна от 4 януари 1884 г. до 1 май 1885 г.
Редактор в първите два броя на вестника е Антраниг Йоанеску (Йоанисян), за броевете от 3 до 12 е Б. Адруни, от брой 13 – Г. Гаспарян. Отпечатва се в печатница „Хуйс“. Първите три страници на вестника са на арменски език с латински букви, а четвъртата е на френски език.
Вестникът е обществено-политически, просветен и религиозен. Той е орган на арменската емиграция в Европа. Има за цел да разпространи арменския език чрез латинската азбука. Изказва се благодарност на българското правителство, „което благоволи да ни даде гостоприемство в страната и да ни разреша да издаваме наш вестник“. Вестникът съдържа политическа и културна информация, статии и дописки върху учебното дело, статии върху предлаганите от него езикови реформи. Не намира подкрепа и популярност сред арменските читатели поради езикови недостатъци.